# Chełmsko Śląskie
Chełmsko Śląskie est une localité polonaise de la gmina de Lubawka, située dans le powiat de Kamienna Góra en voïvodie de Basse-Silésie.

## Histoire
De 1816 à 1945, Schömberg fait partie de l'arrondissement de Landeshut-en-Silésie dans la district de Liegnitz au sein de la province de Silésie.